# مهمیز (جانورشناسی)

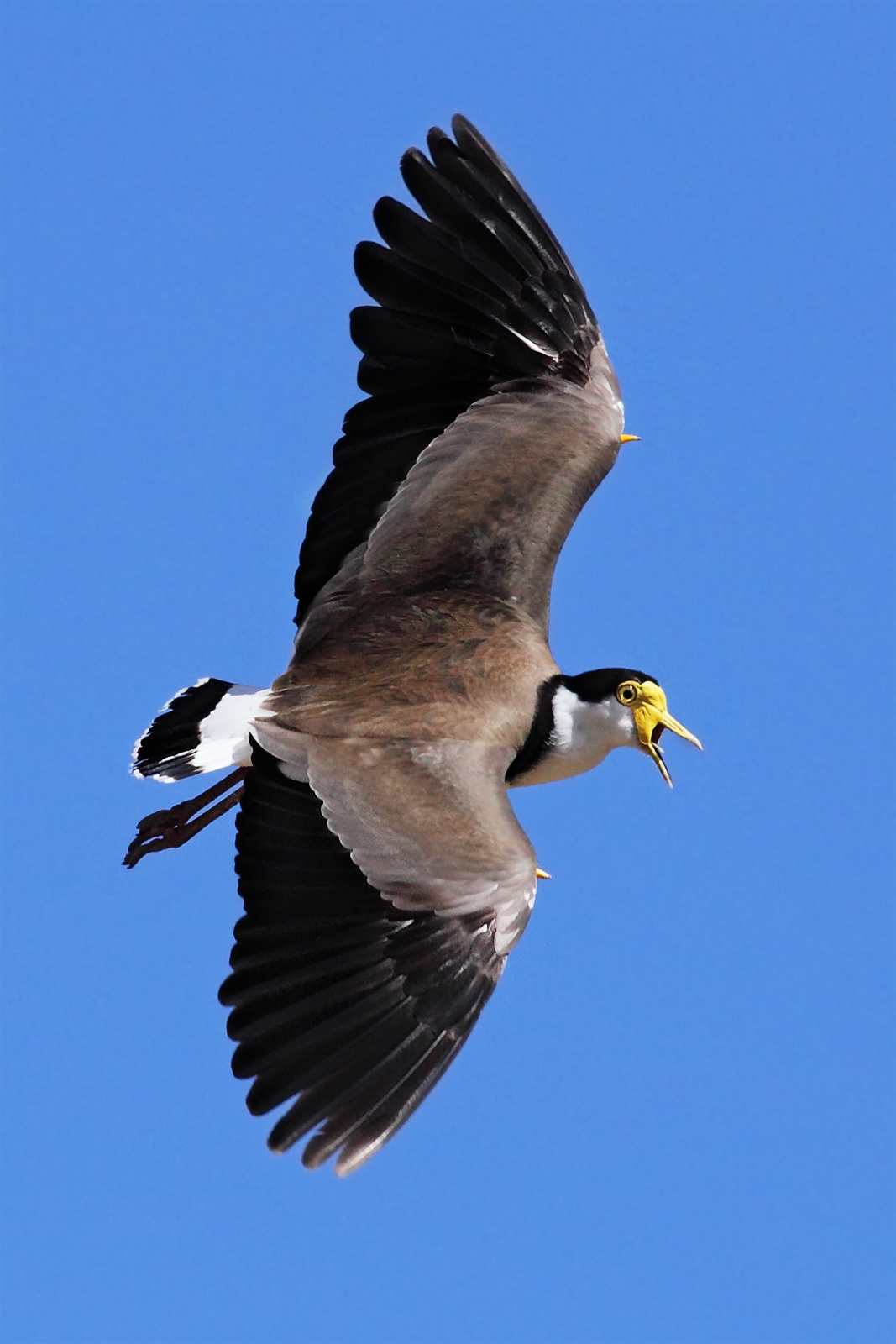
خروس کولی نقاب‌دار (اغلب به نام Spur-winged Plover) در حال پرواز با خارهای بال که آشکارا در لبه جلویی بال‌ها دیده می‌شود.

مهمیز یا خار (Spur) یک برآمدگی استخوانی پوشیده‌شده در غلاف شاخی است که در مکان‌های آناتومیکی مختلف در برخی از جانوران یافت می‌شود. برخلاف پنجه‌ها یا ناخن‌ها که از نوک انگشتان پا رشد می‌کنند، مهمیزها یا خارها از بخش‌های دیگر پا تشکیل می‌شوند که معمولاً در ارتباط با مفاصلی هستند که انگشتان پا با پا یا پا با استخوان‌های بلند برخورد می‌کنند. خارها معمولاً روی پای عقبی یافت می‌شوند، اگرچه برخی از پرندگان دارای خارهایی در لبه جلویی بال هستند.

## نگارخانه

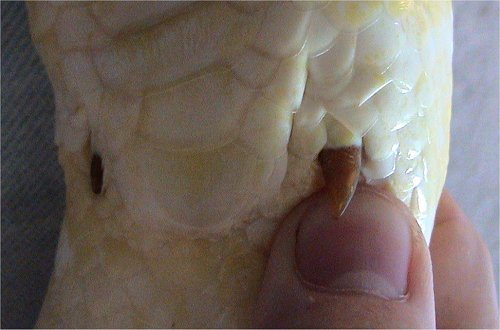
نمای بیرونی خار مقعدی روی یک مار نر پیتون برمه‌ای آلبینو
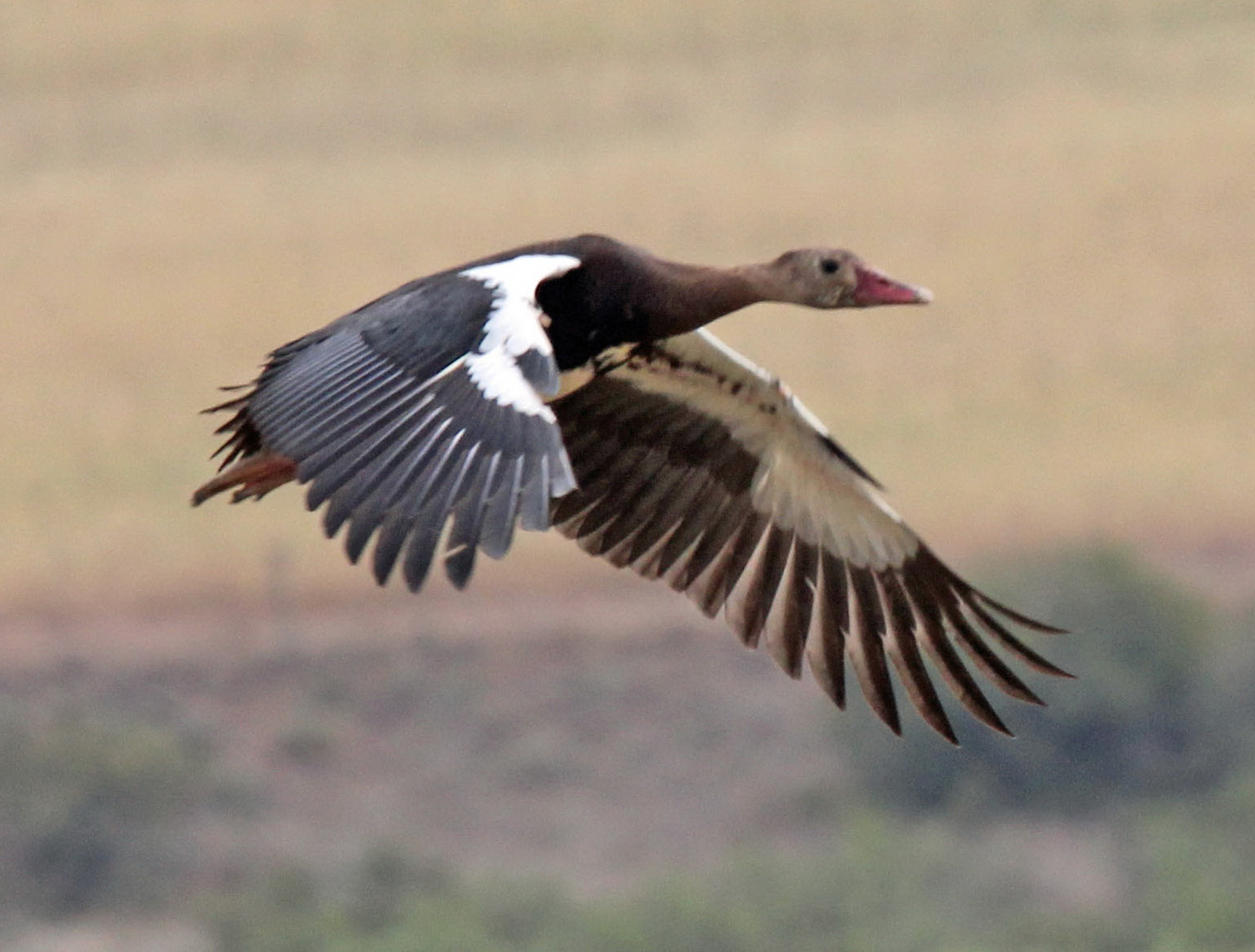
غاز بال‌خاردار با خارهای مچی قابل دیدن
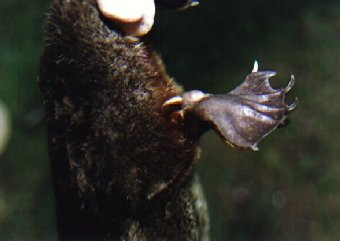
خار پاشنه موجود در اندام عقبی نوک‌اردکی نر برای انتقال زهر استفاده می‌شود.